# Turbine (destroyer, 1901)
Pour les articles homonymes, voir Turbine (destroyer).
Le Turbine était un navire de la classe Nembo de six destroyers construits pour la Regia Marina (Marine royale italienne) au cours de la première décennie du XXe siècle.

## Histoire
Après quelques années de service, le navire subit en 1905 une première phase de modification de son armement pour l'aligner sur ses navires-jumeaux (sister ship): l'unique canon Vickers-Armstrongs de 76 mm est retiré et remplacé par deux tubes lance-torpilles de 356 mm.
En 1909, l'unité, comme tous ses navires-jumeaux, subit de nouvelles et radicales modifications : l'alimentation des chaudières, initialement au charbon, devient au naphte, tandis que l'armement voit le remplacement des canons de 57 mm par quatre pièces de 76/40, et des quatre tubes lance-torpilles de 356 mm par autant de tubes de 450 mm,,. La silhouette du navire est également profondément modifiée : les deux cheminées courtes et trapues qui existaient sont remplacées par trois cheminées plus petites et plus fines,.
Encadré dans la IVe escadre de destroyers (Nembo, Aquilone, Borea), le navire a participé à la guerre italo-turque. Le 17 avril, il est endommagé lors d'une collision avec le Nembo, mais le jour suivant, il peut participer, avec le Nembo, les croiseurs blindés Vettor Pisani, Giuseppe Garibaldi, Varese et Francesco Ferruccio, le croiseur lance-torpilles Coatit et les torpilleurs Climene, Procione, Perseo et Pegaso, au bombardement des forts ottomans de Gum-Galesch et Sed Ul Bahr, dans le détroit des Dardanelles.
En 1914-1915, après de nouvelles modifications, l'équipement nécessaire est installé sur le navire pour poser 10 à 16 mines,.
En mai 1915, le Turbine fait partie, avec les navires-jumeaux Borea, Nembo, Espero et Aquilone, de la Ve escadre de destroyers, basée à Tarente. Le capitaine de corvette Luigi Bianchi commandait l'unité.
Dans l'après-midi du 23 mai 1915, le Turbine et le Aquilone quittent la base avec l'ordre de patrouiller la côte jusqu'à la hauteur de Manfredonia, puis partent en patrouille,,. Aux premières heures du 24 mai, dès que le royaume d'Italie a déclaré la guerre à l'Empire austro-hongrois, de nombreuses unités de la K.u.k. Kriegsmarine sont envoyées, comme prévu, pour bombarder des cibles militaires et des villes côtières dans l'Adriatique,, (voir Bombardement de la côte adriatique le 24 mai 1915). À 4h10 du matin, le 24 mai, le Aquilone repère le Croiseur éclaireur austro-hongrois Helgoland qui a l'intention de bombarder Barletta, et se dirige vers lui pour l'attaquer, mais il se retrouve rapidement dans la tourmente: le Helgoland interrompt le bombardement, mais se lance à la poursuite du Aquilone, plus petit et moins bien armé,,. A ce stade, vers 4h30, arrive sur place le Turbine qui, ayant identifié l'éclaireur ennemi à 9 000 mètres et compris la situation, se dirige à grande vitesse pour l'attaquer, afin de le détourner de la poursuite du Aquilone et du bombardement de Barletta,,. Se voyant attaqué, le Helgoland cesse de tirer sur le Aquilone, qui a pu s'éloigner, et se dirige plutôt vers le Turbine afin de le bloquer entre lui et la côte; le destroyer italien commence alors à s'éloigner en profitant de sa plus grande vitesse, en essayant également de l'attirer vers Pelagosa, où des navires italiens effectuent un débarquement,,. Entre les deux navires la distance commence à augmenter (plus de 7 000 mètres), même si aux premières lueurs de l'aube le Turbine doit se ranger à l'est pour ne pas s'échouer sur le Gargano, mais à 5h30 du matin deux destroyers sont aperçus à l'avant bâbord : ce sont des unités autrichiennes, le Tatra et le Csepel, plus grandes, modernes et plus rapides et mieux armées ,,. Lorsque les navires passent au large de Vieste, le Turbine, qui fait route vers le nord, est largement encerclée : le Csepel se trouve à 5 400 mètres à bâbord, le Tatra à 6 000 mètres à l'arrière et le Helgoland à 7 000 mètres à tribord ,,. À 5h48, les navires adverses ouvrent le feu, endommageant le Turbine et blessant quelques hommes dont le commandant Bianchi; le navire italien ouvre également le feu et touche le mât du Csepel, causant quelques dommages,,. À 5 h 50, les navires cessent temporairement le feu à la suite de l'observation au nord/nord-est d'une autre unité, reprenant le feu à 6h00, alors que le Tatra se trouve à environ 5 000 mètres du Turbine et le Csepel à 4 600 m. A 6h10, le navire observé, qui se trouve à 6 500 mètres du destroyer italien, se révèle être un troisième destroyer austro-hongrois, le Lika,,. À 6h30, le Lika, ayant atteint 4 500 mètres du Turbine, ouvre le feu contre lui, obtenant rapidement deux impacts: un obus de 70 mm touche la chaudière avant du navire italien, provoquant une violente explosion qui touche la passerelle, et peu après un second tir, de 102 mm, touche la chaudière arrière et la timonerie tribord,,. Les moteurs étant hors service, le turbine a avancé sur une courte distance, propulsée par la force d'inertie (son erre), puis s'est immobilisée,,. En atteignant 1 000 mètres, les navires adverses ont cessé de tirer et ont ordonné l'abandon du navire; l'équipage a commencé à effectuer des manœuvres d'auto- sabordage, puis est monté à bord des bateaux de sauvetage,,. Après avoir détruit les documents secrets, le commandant Bianchi est resté à bord du destroyer mourant: il a été conduit à l'un des bateaux, à 6h51, par le chef timonier,,.
Réduit à l'état d'épave criblée de balles et en feu, le Turbine a coulé peu après 6h51,,.
Parmi l'équipage de 53 hommes, il y a eu 10 morts. Trente-deux survivants, dont le commandant Bianchi, ont été secourus (et faits prisonniers) par des unités austro-hongroises, tandis que huit hommes ont été sauvés par le croiseur auxiliaire Città di Siracusa, qui a également récupéré les corps de deux marins du Turbine: Olla Luigi et Biamonti Sebastiano. Informé par radio de l'affrontement à 6h17 alors qu'il se trouvait à Pelagosa pour effectuer un débarquement, il s'était précipité sur les lieux avec le croiseur éclaireur Libia et avait engagé un bref affrontement sans succès avec la formation adverse. Le Libia a sauvé un marin qui, pour ne pas se retrouver en captivité, s'était jeté par-dessus bord d'un navire ennemi. Sur le Libia, en plus de lui, se trouvaient les huit marins récupérés sur le Città di Siracusa et les deux cadavres. Un des blessés, le soutier Giuseppe Caminita, meurt des brûlures subies à Sibenik, où l'équipage captif avait été initialement emmené.

## Hommages
En 1932, une plaque commémorant le sacrifice du Turbine a été placée sur le château de Barletta. Une autre plaque commémorant le destroyer a été placée dans la ville de Manfredonia. Le 24 mai 2019, un monument à la mémoire des morts du Turbine a été inauguré dans les jardins devant le château de Barletta.

## Source
- (it) Cet article est partiellement ou en totalité issu de l’article de Wikipédia en italien intitulé « Turbine (cacciatorpediniere 1902) » (voir la liste des auteurs).